# Герб Волжска
Герб городского округа «Город Волжск» является официальным символом города Волжск, и служит символом местного самоуправления и муниципального статуса.
Ныне действующий герб утверждён 10 октября 2002 года Решением Волжского городского Собрания и внесён в Геральдический регистр Республики Марий Эл.

## Описание и обоснование символики
Рассеченный скошенный справа серебром и лазурью щит, на котором воспроизводится летящая серебренная скопа с серебренной согнутой дугой вверх рыбой — щукой в лапах. Клюв, глаза, лапы у скопы и плавники, глаза и зубы у щуки золотые.
Символика и цвета полей герба соответствуют географическому расположению города на Волге, а также указывают на специфику исторически градообразующего предприятия — Марбумкомбината и других предприятий города.

## История
В 1997 году Администрация города объявила конкурс на лучший проект городского герба. По итогам конкурса был отобран проект, созданный Вадимом Геннадьевичем Бесединым. В центре щита художник разместил летящую скопу. Расцветка щита, по словам автора, повторяла цвета «благородного металла — как белого, так и потемневшего серебра». Сам щит был разделён по диагонали на синюю и зелёную части. В 1999 году В. Г. Беседин несколько изменил композицию герба, добавился пурпурный марийский крест в вольной части. Официального утверждения герба, вероятно, не было. Рулон бумаги символизировал пущенный в строй в 1938 году Марийский целлюлозно-бумажный комбинат — градообразующее предприятие. Данный герб стал основой нынешнего герба города Волжск.